# Lago Tytyl
El lago Tytyl (en ruso: Ozero Tytyl) es un lago de origen glacial del distrito de Bilibinsky, distrito autónomo de Chukotka, Rusia.

## Geografía
El lago tiene una superficie de cuenca de 912 km² (352,1 mi²). De él surge el río Tytylvaam. Se encuentra al este del lago Ilirney, al pie de las laderas meridionales de la cordillera Ilirney, en el curso superior del río Maly Anyuy, a 55 km del pueblo de Ilirney. Su nombre proviene de la palabra chukchi que significa "puerta de entrada".
|  |